# François Moucheron
Pour les articles homonymes, voir Moucheron.
François Moucheron est un footballeur belge né le 23 mai 1896 et mort à une date non connue.
Il est milieu de terrain au Daring Club de Bruxelles à partir de 1919. Le club bruxellois remporte le titre de champion de Belgique en 1921.
François Moucheron joue à quatre reprises en équipe nationale entre 1919 et 1921.

## Palmarès
- International  de 1919 à 1921  (4 matches)
- Champion de Belgique en 1921 avec le Daring Club de Bruxelles